# Damon Knight
Damon Francis Knight (Baker City, 19 settembre 1922 – Eugene, 15 aprile 2002) è stato uno scrittore di fantascienza, curatore editoriale e critico letterario statunitense.

## Biografia
A 17 anni si trasferisce a New York, e si fa notare per i suoi lavori di fantascienza. Il 23 febbraio 1962 sposa Kate Wilhelm, apprezzata scrittrice di fantascienza. Nel 2000 pubblica il suo ultimo racconto, Will the Real Hieronymus Bosch Please Stand Up?, solo su Internet. Dal suo racconto breve Servire l'uomo (To Serve Man) è tratto l'episodio omonimo di Ai confini della realtà, citato da Bender nella serie animata Futurama.

## Opere

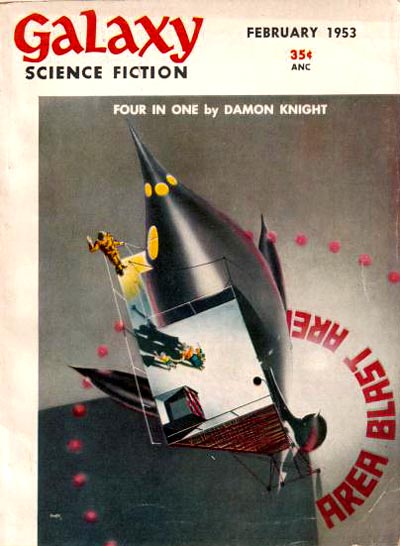

### SerieCV
1. 1985 - SV - Sea Venture (CV), Urania n. 1016
2. 1987 - Gli osservatori (The Observers), Urania n. 1185
3. 1991 - I simbionti (A Reasonable World), Urania n. 1223

### Altri romanzi
- 1955 - Il lastrico dell'inferno (Hell's Pavement), Urania n. 293 e Futuro ed. Fanucci n.44
- 1958 - VOR - scritto con James Blish
- 1959 - Masters of Evolution
- 1959 - I fabbricanti di schiavi (The People Maker o A for Anything), I Romanzi del Cosmo n.39, ed Ponzoni
- 1961 - Il pianeta dei superstiti (The Sun Saboteurs), Urania n. 306 e 641; Urania Collezione n. 38
- 1964 - Memoria perduta (Beyond the Barrier), Urania n. 1167
- 1965 - Mind Switch
- 1965 - Off Centre
- 1965 - Terrore dallo spazio (The Rithian Terror), Spazio 2000 n.10, ed. Il Picchio
- 1970 - The Earth Quarter
- 1970 - Demo zero (World without Children), Spazio 2000 n.8, ed. Il Picchio
- 1980 - Il mondo e Thorinn (The World and Thorinn), Urania n. 1251
- 1984 - L'uomo nell'albero (The Man in the Tree), Urania Classici n. 206; Urania Libri n. 21
- 1991 - Double Meaning
- 1991 - God's Nose
- 1992 - È proprio la fine del mondo (Why Do Birds), Urania n. 1266
- 1996 - Messaggi per la mente (Humpty Dumpty: An Oval), Urania n. 1354

### Saggi
- 1966 - In Search of Wonder
- 1977 - The Futurians: The Story of the Science Fiction "Family" of the 30's that Produced Today's Top SF Writers and Editors
- 1977 - Turning Points: Essays on the Art of Science Fiction
- 1981 - Creating Short Fiction